# Elías Torres
Elías David Torres (Ucacha, 2 marzo 2001) è un calciatore argentino, attaccante del Racing Club.

## Carriera
Ha iniziato a giocare a calcio nel Escuela Pablo Kratina e nell'Escuela Pablo Kratina, per poi entrare a far parte del settore giovanile dell'Aldosivi nel 2019. Ha debuttato in prima squadra il 3 maggio 2022 nell'incontro di Copa Argentina vinto ai rigori contro il Colegiales dopo il pareggio per 1-1 nei tempi regolamentari maturato proprio grazie ad una sua rete.
A partire dalla stagione successiva, con il club retrocesso in Primera B Nacional, è stato definitivamente promosso in prima squadra, dove nel 2024 è diventato protagonista della promozione realizzando 10 reti in 33 partite.

## Statistiche

### Presenze e reti nei club
Statistiche aggiornate al 3 agosto 2025.
| Stagione        | Squadra         | Campionato      | Campionato | Campionato | Coppe nazionali | Coppe nazionali | Coppe nazionali | Coppe continentali | Coppe continentali | Coppe continentali | Altre coppe | Altre coppe | Altre coppe | Totale | Totale | Totale |
| Stagione        | Squadra         | Comp            | Pres       | Reti       | Comp            | Pres            | Reti            | Comp               | Pres               | Reti               | Comp        | Pres        | Reti        | Pres   | Reti   |        |
| --------------- | --------------- | --------------- | ---------- | ---------- | --------------- | --------------- | --------------- | ------------------ | ------------------ | ------------------ | ----------- | ----------- | ----------- | ------ | ------ | ------ |
| 2022            | Aldosivi        | PD              | 3          | 0          | CA+CdL          | 1+1             | 1+0             | -                  | -                  | -                  | -           | -           | -           | 5      | 1      |        |
| 2023            | Aldosivi        | PBN             | 18         | 0          | CA              | 0               | 0               | -                  | -                  | -                  | -           | -           | -           | 18     | 0      |        |
| 2024            | Aldosivi        | PBN             | 33         | 10         | CA              | 0               | 0               | -                  | -                  | -                  | -           | -           | -           | 33     | 10     |        |
| 2025            | Aldosivi        | PD              | 16         | 6          | CA              | 2               | 0               | -                  | -                  | -                  | -           | -           | -           | 18     | 6      |        |
| Totale Aldosivi | Totale Aldosivi | Totale Aldosivi | 70         | 16         |                 | 4               | 1               |                    | -                  | -                  |             | -           | -           | 74     | 17     |        |
| 2025            | Racing Club     | PD              | 1          | 0          | CA              | 1               | 0               | CL                 | -                  | -                  | RS          | -           | -           | 2      | 0      |        |
| Totale carriera | Totale carriera | Totale carriera | 71         | 16         |                 | 5               | 1               |                    | -                  | -                  |             | -           | -           | 76     | 17     |        |

## Palmarès

### Club

#### Competizioni nazionali
- Primera B Nacional: 1

Aldosivi: 2024